# Oszkár Beregi
Oscar Beregi (născut Oszkár Beregi, n. 24 ianuarie 1876, Budapesta, Austro-Ungaria – d. 18 octombrie 1965, Hollywood, California, SUA) a fost un actor maghiar care a apărut mai mult în filme germane. A jucat în 27 de filme între anii 1916 și 1953. El este amintit pentru interpretarea profesorului Baum în filmul Das Testament des Dr. Mabuse (1933) al lui Fritz Lang. 

## Biografie
S-a născut la Budapesta, Ungaria, ca fiu al lui Adolf Berger și al Paulei Liebermann. A absolvit în 1895 Academia de Teatru din Budapesta și în acei ani și-a schimbat numele de familie din Berger în Beregi. A jucat un sezon la Cluj, apoi ca artist invitat la Timișoara și Bratislava, iar în 1896 a devenit membru al trupei Teatrului de Comedie din Budapesta, unde a jucat primul rol în piesa Prológ a lui Andor Kozma. În 1899 a fost angajat la Teatrul Naționak din Budapesta, unde a debutat în rolul Rákóczi din piesa II. Rákóczi Ferenc fogsága a lui Ede Szigligeti. Primul succes teatral l-a avut în 1900 în rolul Troilus din piesa Troilus și Cressida a lui Shakespeare. Între 1907 și 1910 a jucat pe scenele teatrelor din Berlin.
A cunoscut-o la Berlin pe Aranka Ádler Mandel, fiica unei familii bogate, care studia acolo, și cei doi s-au căsătorit pe 8 iunie 1909 la Budapesta. Ceremonia a fost oficiată de primarul István Bárczy, fiind urmată două zile mai târziu de o ceremonie religioasă la Sinagoga de pe strada Dohány. Pe 24 februarie 1910 s-a născut la Berlin fiica lor, Lea Beregi.
În perioada 1910-1919 a jucat din nou la Teatrul Național din Budapesta. Pe 12 mai 1918 s-a născut fiul său, Oszkár Beregi. A îndeplinit sarcini culturale în timpul Republicii Ungare a Sfaturilor, iar după răsturnarea acesteia a fost nevoit să emigreze în 1920. S-a stabilit la Viena, jucând pe scenele teatrelor maghiare din Košice, Lučenec, Arad, Bratislava și Munkács. În perioada 1925-1929 a jucat în filme în Statele Unite ale Americii. În 1929 s-a întors la Viena și a jucat apoi ca actor invitat la Berlin. Fiica lui s-a logodit la Viena cu cântărețul de operă Kálmán Pataky. În această perioadă, Oszkár Beregi a rămas văduv.
În 1930 actorul s-a întors la Budapesta și a jucat în anii următori la Teatrul Maghiar, Teatrul de Comedie, Teatrul Nou, Teatrul Metropolitan, Teatrul Artistic, Teatrul Regal, Teatrul Bethlen, Teatrul de pe bd. Andrássy, Teatrul Municipal și Teatrul Teréz. Pe 19 ianuarie 1933 s-a căsătorit cu dr. Piroska Lázár, profesoară.
Din cauza originii sale nu a putut juca pe scenă între 1939 și 1944 și a fost nevoit să lucreze ca actor și regizor la Teatrul evreiesc Teatrul Goldmark din 1940 până în 1944. Fiul său a plecat la Buenos Aires  chiar înainte de începerea războiului, iar Piroska Lázár a murit într-un bombardament la câteva luni după invadarea Ungariei de către germani. În timpul guvernării Partidului Crucilor cu Săgeți s-a ascuns într-un spital de pe strada Wesselényi, iar fiica și sora lui i-au adus permanent alimente. Beregi a fugit deghizat din Budapesta și s-a refugiat la Szeged. Între octombrie 1944 și mai 1945 a jucat la Teatrul Național din Szeged, iar în 1945 a fost angajat la Teatrul Național din Budapesta.
Starea sa de sănătate, tragediile personale, dificultățile postbelice și spectacolele fără succes l-au îndemnat să părăsească Ungaria în 1946. A călătorit mai întâi în Argentina și apoi s-a stabilit în cele din urmă la Los Angeles în 1963. A obținut în acea perioadă roluri mici și și-a petrecut ultimii ani scriindu-și memoriile. Beregi a murit în 1965 la Hollywood, California, iar cenușa sa a fost îngropată la Budapesta.

## Teatru
- Brieux: Vörös talár....Etsepart, a lócsempész
- Ferenc Herczeg: Bizánc....Konstantin császár
- Ferenc Herczeg: Árva László király....V. László király
- Jenő Horváth–Jenő Ivánfi: Idegen földön....A német mérnök
- Ben Johnson: Volpone....Leone kapitány, Corbaccio fia
- Imre Madách: Tragedia omului....Ádám
- William Shakespeare: Iuliu Cezar....Marcus Antonius
- Friedrich Hebbel: Judit....Holofernes
- Shakespeare: Hamlet....Hamlet
- Andor Kozma: Prológ....Kisfaludy
- Shakespeare: Troilus și Cressida....Troilus
- Shakespeare: Regele Lear....Lear
- Shakespeare: Othello....Othello
- Shakespeare: Romeo și Julieta....Romeo
- George Bernard Shaw: Szent Johanna....Warwick grófja
- Schiller: Wallenstein....Max Piccolomini
- Ede Szigligeti: II. Rákóczi Ferenc fogsága....Rákóczi
- Zoltán Thury: Katonák....Magyar földesúr
- Henrik Ibsen: Kísértetek....Osvald
- Schiller: Ármány és szerelem....Ferdinand
- Dezső Szomory: Péntek este....Áron rabbi
- Verneuil: Duó....Maurice
- Imre Madách: Mózes....Mózes

## Filmografie

### Filme maghiare
- Ártatlan vagyok (1916)
- Mire megvénülünk (1916)
- Hófehérke (1916)
- A föld embere (1917)
- A gólyakalifa (1917)
- Károly-bakák (1918)
- Omul de aur (1919)
- Tékozló fiú (1919)
- Ave Caesar! (1919)
- Hazatér az öcsém (1919)
- A kék bálvány (1930)
- Iza néni (1933)
- Kísértetek vonata (1933)
- Rákóczi induló (1933)

### Filme austriece
- Meriota, a táncosnő (1921)
- William Ratcliff (1922)
- Az iskolamester (1922)
- A forradalom gyermekei (1923)
- A Borgiák mérge (1924)
- Egy asszony tragédiája (1924)
- Egy szépasszony négy éjszakája (1924)
- Das Verbotene Land (A tiltott ország) (1924)
- Die sklavenkönigin (Rabszolgakirálynő) (1924)
- Szanin (1924)
- Yiskor (1924)
- Der fluch (Az átok) (1925)
- Andere Frauen (Más asszonyok) (1928)
- Liebe im Mai (Májusi szerelem) (1928)
- Der Dieb im Schlafcoupée (1929)
- A hálókocsik tolvaja (1929)
- Ifjúság a válaszúton (1929)
- Az aranyműves (1930)

### Filme germane
- Egy autó és semmi pénz (1931)
- Das Testament des Dr. Mabuse (1933)

### Filme americane
- The Love Thief (1926)
- The Flaming Forest (1926)
- Camille (1926)
- Butterflies in the Rain (1926)
- The Woman On Trial (1927)
- Yiskor (1933)
- Anything can Happen (1952)
- Call me Madam (Hívjon fel, asszonyom) (1953)
- Tonight We Sing (1953)
- Desert Legion (1953)
- Passport to Danger (1954)

### Filme românești
- Povara (1928)